# Moll-Werke

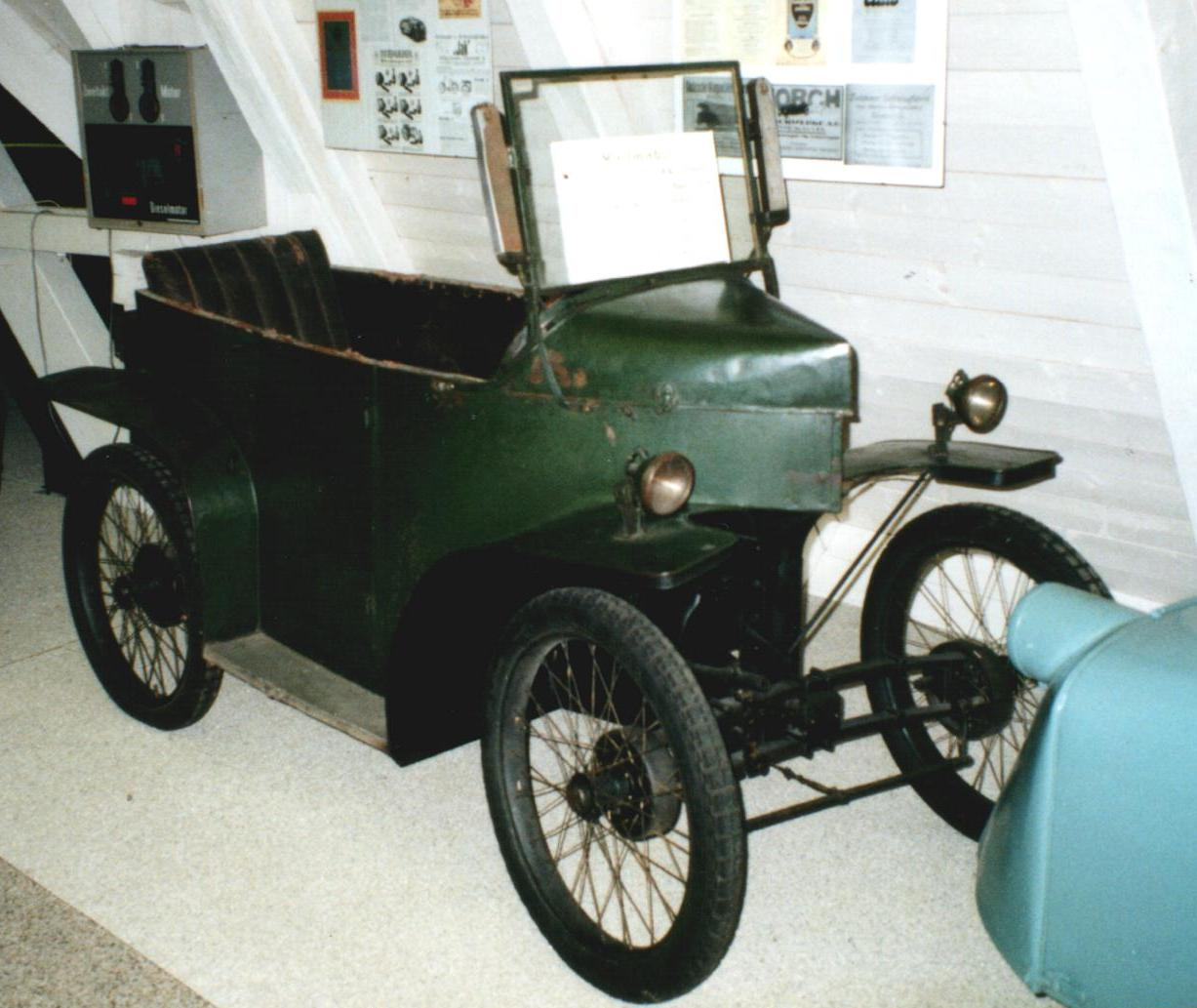
Mollmobil von 1924

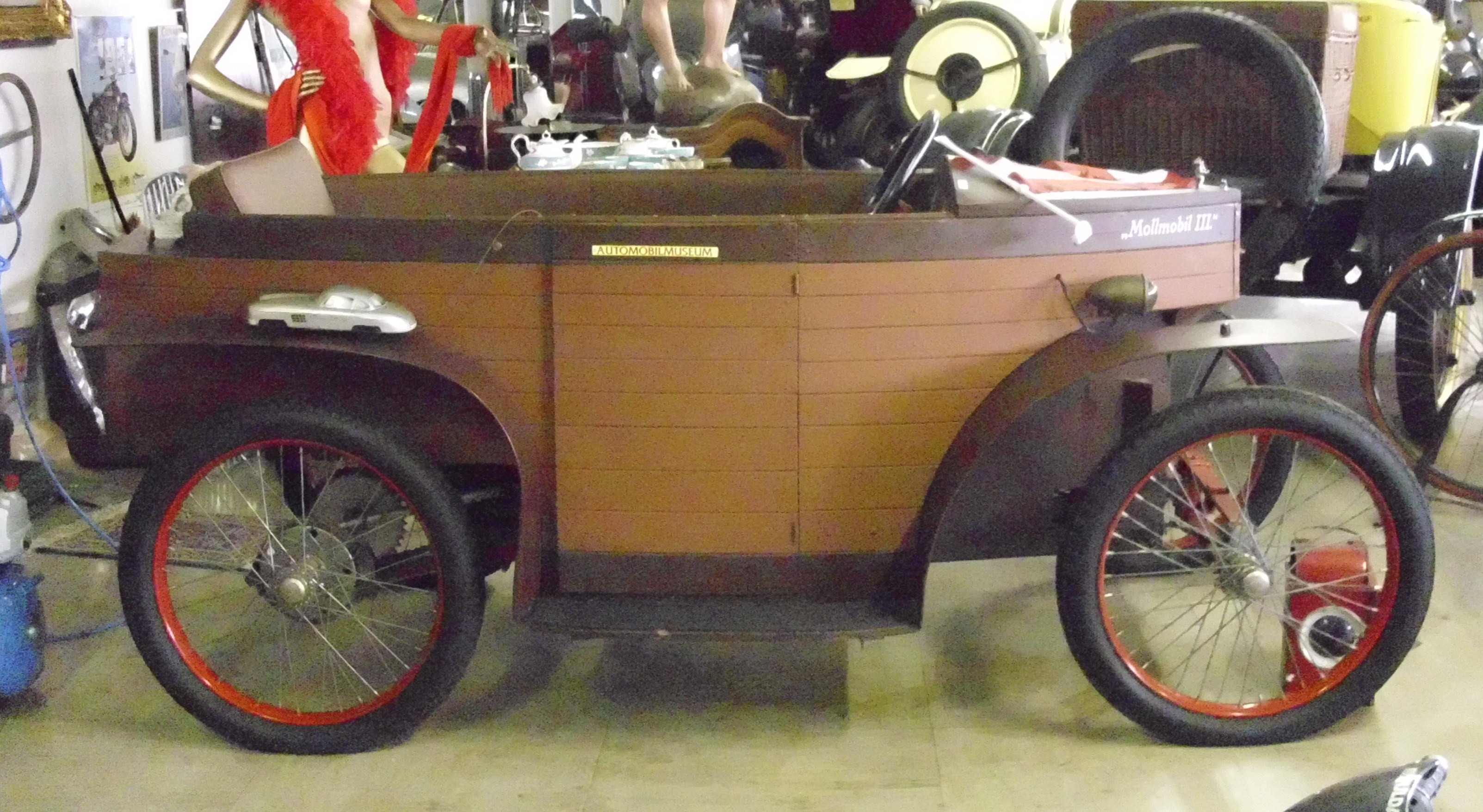
Mollmobil von 1924

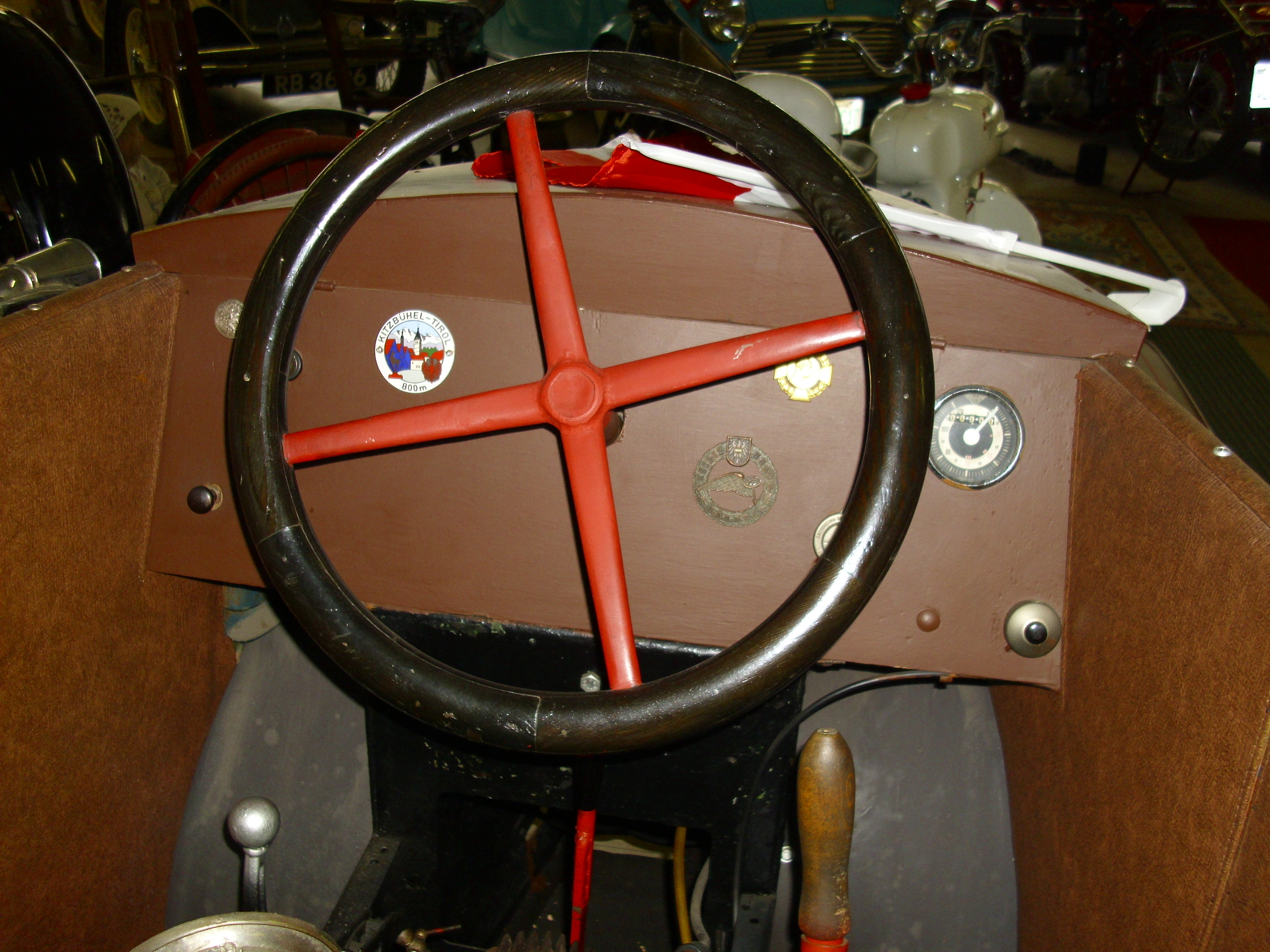
Interieur

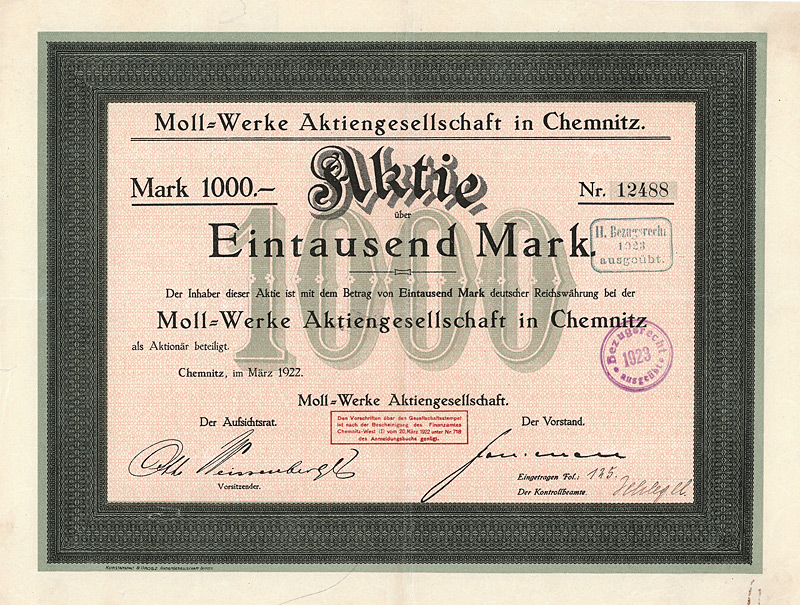
Aktie über 1000 Mark der Moll-Werke AG vom März 1922

Die Moll-Werke AG war ein deutscher Automobilhersteller in Chemnitz.

## Unternehmensgeschichte
Das Unternehmen beschloss nach dem Ersten Weltkrieg, die Produktion von Autos aufzunehmen. Dazu wurde in Chemnitz-Ebersdorf ein komplett neues Montagewerk und in Oberlichtenau (Lichtenau) (größtenteils auf Auerswalder Flur) eine Karosseriefabrik errichtet. 1922 begann die Produktion. 1925 geriet das Unternehmen in Konkurs und 1926 wurde die Produktion eingestellt. Das Werk in Scharfenstein ging in den Besitz der Zschopauer Motorenwerke J. S. Rasmussen über.

## Fahrzeuge
Das erste Modell, der Mollwagen 6/30 PS, wurde ab 1922 produziert und 1924 vom Mollwagen 8/40 PS abgelöst. Beide hatten einen Vierzylindermotor von Siemens & Halske. Außerdem gab es ab 1923 einen Kleinwagen, das Mollmobil. Dieses Modell hatte einen DKW-Einbaumotor mit 200 cm³ Hubraum und bot Platz für zwei Personen hintereinander. Nach der finanziellen Schieflage der Moll-Werke übernahm die Firma Borcharding & Co. aus Berlin noch die restliche Produktion und fertigte das Mollmobil noch kurze Zeit weiter.
Eines von vermutlich drei erhaltenen Mollmobilen war im Automuseum Stainz in Stainz ausgestellt und wurde 2013 versteigert. Ein weiteres Mollmobil steht in der Ausstellung des Museum für sächsische Fahrzeuge in Chemnitz.
Vom Mollwagen ist kein existierendes Exemplar bekannt. Einzelne Fotos finden sich auf unserebersdorf.de.